# Epiphragma apoense
Epiphragma apoense är en tvåvingeart som beskrevs av Alexander 1931. Epiphragma apoense ingår i släktet Epiphragma och familjen småharkrankar. Inga underarter finns listade i Catalogue of Life.